# Dennis Lloyd
Dennis Lloyd, pseudonimo di Nir Tibor (Tel Aviv, 18 giugno 1993), è un cantautore, musicista e produttore discografico israeliano.

## Biografia
Nir Tibor è nato a Tel Aviv, in Israele, da una famiglia di origini ebraiche.  È cresciuto in gran parte nel quartiere Ramat Aviv della città. Lloyd ha imparato a suonare la tromba all'età di 8 anni e la chitarra da autodidatta all'età di 13 anni. Attualmente è campione della EA Sports FIFA in Israele.  Ha frequentato la Thelma Yellin High School of the Arts di Giv'atayim.

## Carriera
Lloyd ha pubblicato il suo primo singolo, "Playa (Say That)", a metà 2015.  Verso la fine del 2015, si trasferisce a Bangkok, in Thailandia, dove rimane per un anno.  Durante il suo periodo a Bangkok, Lloyd si concentrò esclusivamente sulla musica e scrisse 35 canzoni.  Dopo il suo anno a Bangkok, Lloyd è tornato in Israele dove ha iniziato a pubblicare più musica tra cui le canzoni "Snow White" e "Nevermind (Va bene)".  Lloyd ha remixato quest'ultima canzone e l'ha pubblicata come "Nevermind" nell'inverno del 2016. La versione remixata ha rapidamente ottenuto il successo su Spotify, raggiungendo il picco al numero 4 della classifica Virale globale di Spotify.  Alla fine accumulerebbe più di 500 milioni di flussi su Spotify e oltre 1,5 milioni di Shazam.  Nel giugno 2018, Time lo ha elencato come una delle "canzoni dell'estate".
Nel giugno 2017, Lloyd è apparso in un video sul canale YouTube tedesco "COLORS", eseguendo una versione acustica della sua canzone "Leftovers".  Il video ha accumulato 31 milioni di visualizzazioni.  A marzo 2018, Lloyd ha annunciato l'MTFKR Tour che è iniziato a maggio 2018 in Italia con date in Europa e Nord America.  La canzone "Nevermind" è stata messa in evidenza nello spot pubblicitario per l'uscita della nuova BMW Serie 3 nel 2019. Lloyd ha eseguito "Nevermind" su Jimmy Kimmel Live il 24 luglio 2018.
Nel febbraio 2019, Lloyd ha pubblicato il suo singolo "Never Go Back".  "Never Go Back" è stato elogiato da varie pubblicazioni tra cui Billboard Magazine, TIME Magazine e Forbes.  Questo singolo porterà al rilascio dell'EP di debutto dei Lloyd "Exident" il 5 aprile 2019. Lloyd ha condiviso video musicali per le tracce EP "Never Go Back" e "GFY".  In seguito, Lloyd ha intrapreso il suo tour Never Go Back esaurito negli Stati Uniti, in Canada e in Australia, esibendosi anche in vari festival musicali tra cui Coachella Festival, Governor's Ball e Montreux Jazz Festival.
A luglio 2019, Dennis ha partecipato a una sessione di Spotify Singles, collaborando con il chitarrista Tom Morello per la cover di "Like a Stone" di Audioslave.  Il 14 settembre 2019, Lloyd ha pubblicato la sua canzone "Wild West" che presentava il presidente nigeriano Muhammadu Buhari e sarebbe stata inclusa nella colonna sonora di FIFA 20 di EA Sports.

## Discografia

### Singoli
- 2015 – Playa (Say That)
- 2015 – Snow White
- 2016 – Demons
- 2016 – Acts & Results
- 2016 – Think About It
- 2016 – Nevermind
- 2016 – Analyzing
- 2017 – Leftovers
- 2017 – Nevermind (Alright)
- 2019 – Never Go Back
- 2020 – Alien
- 2021 – Anxious